# Ne nous soumets pas à la tentation (film)
Pour plus de détails, voir Fiche technique et Distribution.
Ne nous soumets pas à la tentation est un film français réalisé par Cheyenne Carron et sorti en 2011.

## Fiche technique
- Titre : Ne nous soumets pas à la tentation
- Réalisation : Cheyenne Carron
- Scénario : Cheyenne Carron
- Photographie : Malory Congoste
- Montage : Raphaël Barthlen et Nicolas Larrouquere
- Production : Cheyenne Films
- Pays :  France
- Durée : 105 minutes
- Date de sortie : France - 21 décembre 2011

## Distribution
- Jean-François Garreaud : Tristan
- Guillemette Barioz : Rachel
- Agnès Delachair : Anna - Sarah
- Swann Arlaud : Stéphan
- Nicky Naudé : le barman